# ديفيد جي. أندرسون
ديفيد جي. أندرسون (بالإنجليزية: David G. Anderson)‏ هو عالم آثار أمريكي، ولد في 1949.